# Zigeunerweisen
Zigeunerweisen (Gypsy Airs, tiếng Tây Ban Nha: Aires gitanos), Op. 20, là một nhạc phẩm cho vĩ cầm và dàn nhạc được viết vào năm 1878 bởi nhà soạn nhạc người Tây Ban Nha Pablo de Sarasate. Tác phẩm được biểu diễn lần đầu cùng năm tại Leipzig, Đức. Giống như những người cùng thời, Sarasate đã xác định nhầm âm nhạc dân gian Hungary với "nhạc gypsy" của người Romani, và các chủ đề trong tác phẩm không có nguồn gốc từ Romani, nhưng tất cả đều thực sự được chuyển thể từ các bản nhạc Hungary: ví dụ phần thứ ba mượn giai điệu của nhà soạn nhạc Hungary Elemér Szentirmay, và phần cuối cùng sử dụng chủ đề từ Hungarian Rhapsody số 13 của Franz Liszt, theo nhịp điệu của csárdás.
Là một trong những sáng tác nổi tiếng nhất của Sarasate và được yêu thích nhất trong số các nghệ sĩ violin điêu luyện, tác phẩm vẫn là một yếu tố quan trọng trong các bản thu âm kể từ khi chính Sarasate thu âm nó vào năm 1904, với sự cộng tác của nhà soạn nhạc đồng nghiệp Juan Manén với tư cách là nghệ sĩ dương cầm đi kèm trong bản thu âm nói trên, mặc dù phần thứ 3 đã bị bỏ qua do hạn chế về thời gian của hồ sơ. Giọng của Sarasate được nghe thấy ngắn gọn ở giữa bản ghi âm. Trước khi phần 4 là Presto được trình diễn, xuất hiện giọng nói của ông: "Abajo el pedal de la sordina" (tạm dịch là ''xuống bàn đạp tắt tiếng''). Tác phẩm được ghi lại bởi một số lượng lớn các nghệ sĩ vĩ cầm từ trước đến nay.

## Nhạc cụ
Zigeunerweisen được sáng tác cho violin độc tấu và một dàn nhạc gồm hai sáo, hai oboe, hai kèn clarinet Si giáng, hai kèn trống, hai kèn horn Fa, hai kèn trompette ở Fa, timpani (ở G - C và sau đó là E - A), kẻng và dàn nhạc dây giao hưởng.
Sarasate cũng đã biên soạn bản nhạc cho piano và violin.

## Sáng tác
Zigeunerweisen chỉ nằm trong một chương nhưng có thể được chia thành bốn phần, ba phần đầu tiên ở giọng Đô thứ và phần cuối cùng trong có khóa La thứ (xen kẽ một đoạn ngắn La trưởng), dựa trên nhịp độ:
1. Moderato – Phần chủ đề được giới thiệu đầy uy nghiêm, hùng mạnh với năng lượng chậm rãi của dàn nhạc. Sau đó nhẹ nhàng hơn một chút bởi tiếng vĩ cầm độc tấu. Xuyên suốt phần 1 có những đoạn chạy ngón tự do, đòi hỏi tính điêu luyện và chính xác của nghệ sĩ độc tấu
2. Lento - Tiếng vĩ cầm chơi ở điệu Lento 4/4. Phần này có tính chất ngẫu hứng. Giai điệu về cơ bản bao gồm các cặp cụm từ 4 ô nhịp, được nhấn nhá bằng những nốt cao, chạy ngón và những âm thanh đòi hỏi kỹ thuật khác, bao gồm cả những cú spiccato và đảo dây.
3. Un poco più lento - Nghệ sĩ độc tấu tắt tiếng chơi một giai điệu u sầu với cái gọi là nốt chấm được đảo phách (1/16 + dotted 1/8 rhythm: .), gần giống với "tiếng thở dài Mannheim" của thời kỳ cổ điển trong nhịp 2/4.
4. Allegro molto vivace - Tại thời điểm này, nhịp nhạc trở nên cực kỳ nhanh chóng. Phần solo đầy thử thách chủ yếu bao gồm các đoạn chạy spiccato dài, cùng với các hợp âm, harmonic nhân tạo và kĩ thuật búng pizzicato tay trái trong nhịp 2/4.

## Trong văn hóa quần chúng
Tác phẩm đã mang lại tiêu đề và phần lớn nhạc nền cho bộ phim Zigeunerweisen năm 1980 của Seijun Suzuki. Nghệ sĩ contrebasse Edgar Meyer đã thu âm một phiên bản với Mike Marshall trong album Uncommon Ritual năm 1997. Châu Tinh Trì đã kết hợp tác phẩm trong cảnh rượt đuổi lấy cảm hứng từ phim hoạt hình trong bộ phim Tuyệt đỉnh Kungfu năm 2004 của ông và tác phẩm cũng nằm trong bộ phim ngắn One Man Band của Pixar.